# Клята, Платон Федосеевич
Плато́н Федосе́евич Клята (1914—2009) — Герой Советского Союза (1944), командир эскадрильи 6-го гвардейского Брянского авиационного полка (6-я гвардейская Сталинградская авиационная дивизия, 1-й гвардейский Смоленский авиационный корпус дальнего действия, Авиация дальнего действия), гвардии майор.

## Биография
Родился 18 апреля 1914 года в Ростове-на-Дону в семье рабочего. Русский.
Окончил 7 классов и школу ФЗУ при Ростовской табачной фабрике в 1932 году. Затем работал на табачной фабрике, позже — слесарем-регулировщиком, с 1935 года — бухгалтером МТС. Учился на бухгалтерских курсах, позже поступил на заочное отделение Московского экономического института.
В Красной Армии с 1936 года. В 1939 году окончил Сталинградское военное авиационное училище лётчиков. Служил инструктором в Рязанской 1-й Высшей штурманской школе. Во время Великой Отечественной войны в боевых действиях принимал участие с 10 июля 1941 года — в 207-м дальнебомбардировочном полку. Совершал на самолёте СБ, а затем на ДБ-3Ф боевые вылеты на бомбардирование скоплений живой силы и техники врага. Был сбит над занятой немцами территорией, сумел совершить посадку и со штурманом перебрался через линию фронта к своим.
Ко второй половине августа 1941 года 207-й авиационный полк потерял почти все свои самолёты и был расформирован. П. Ф. Клята продолжал сражаться в 4-м (с 26 марта 1943 года — 6-м гвардейском) авиационном полку дальнего действия. Совершал дневные и ночные вылеты на самолёте «Ил-4» на бомбардирование военно-промышленных стратегических объектов противника в глубоком тылу (Берлин, Кёнигсберг, Данциг, Будапешт, Варшава, Хельсинки), на железнодорожные узлы, скопления войск и боевой техники, укреплённые районы врага на различных фронтах. Участвовал в защите Москвы и Ленинграда, Сталинградской битве, Орловско-Курском сражении, освобождении Украины и Белоруссии, Польши, в штурме Берлина.
К 14 июля 1944 года Клята совершил 273 успешных боевых вылета — 28 днём и 245 ночью. Он 49 раз летал в качестве осветителя, 87 раз поджигал цель, 20 раз летал в качестве контролёра.
После войны П. Ф. Клята продолжал службу в ВВС. Два года прослужил лётчиком-испытателем на Воронежском авиационном заводе. В 1951 году окончил Военно-политическую академию. Его перевели на Дальний Восток, где он служил в военно-транспортном полку Тихоокеанского флота. С 1960 года заместитель командира авиационной дивизии полковник П. Ф. Клята — в запасе.
Вернулся в Ростов-на-Дону, жил в Октябрьском районе города. Окончил техникум, потом еще 20 лет работал в ревизионных службах потребкооперации. Был членом КПСС.
Умер 30 апреля 2009 года, похоронен в Ростове-на-Дону.

## Награды
- Указом Президиума Верховного Совета СССР от 19 августа 1944 года за мужество и героизм, проявленные при нанесении бомбовых ударов по вражеским военно-промышленным объектам, скоплениям войск и боевой техники, Кляте Платону Федосеевичу присвоено звание Героя Советского Союза с вручением ордена Ленина и медали «Золотая Звезда» (№ 4365).
- Награждён ещё одним орденом Ленина (19.8.1944), двумя орденами Красного Знамени (27.03.1942 и 31.12.1942), орденом Александра Невского (14.04.1944), Отечественной войны 1-й степени (11.03.1985), орденом Красной Звезды, а также медалями, среди которых «За оборону Москвы», «За оборону Ленинграда», «За оборону Сталинграда».

## Память

Могила Кляты на Северном кладбище Ростова-на-Дону.

- Именем героя названа улица в Ростове-на-Дону.
- В Ростове-на-Дону на доме по ул. Лермонтовская 90, где жил Герой, установлена мемориальная доска[2].

## Интересный факт
- Платон Федосеевич Клята воевал в одном полку с легендарным лётчиком Гастелло[3].